# 白马镇 (宣汉县)
白马镇是中国四川省达州市宣汉县下辖的一个乡，位于宣汉县东北角，面积约84平方公里，辖有7个行政村和一个居委会，人口约18500人。

## 行政区划
白马镇下辖以下地区：
双龙社区、沙坪村、观岩村、繁坝村、梧桐村、白镇村、毕成村和马鞍村。